# FC Yantra Gabrovo
El FC Yantra (en búlgaro: ФК Янтра) es un equipo de fútbol de Bulgaria que juega en la B PFG, el segundo nivel del fútbol del país.

## Historia
Fue fundado en el año 1919 en la ciudad de Gabrovo por Hristo Bobchev, Dencho Nedyalkov, Simeon Kostov, Kosta Tepavicharov, Nikola Vulnarov, Nencho Dimitrov, Hristofor Negentsov, Hristofor Stomonyakov, Hristo Karafezov, Dimitar Popov, Sava Mihailov, y los hermanos Ivan, Naniu y Georgi Nenov. Su primer partido oficial lo jugaron el 21 de diciembre de ese año ante el FC Lokomotiv Gorna Oryahovitsa, a quien derrotaron 1-0.
Han cambiado de nombre en varias ocasiones hasta que en 1973 cambiaron a su nombre actual, excepto en el periodo de 1994-2001 por problemas de corrupción, lo que lo llevaron al descenso y jugaron bajo el nombre FC Chardafon. Han jugado en la Liga Profesional de Bulgaria en 7 temporadas, la última en 1994.
Luego de la temporada 2008/09 se fusionaron con el Yantra 2000 y crearon al FC Yantra 1919, y por problemas financieros juegan en la V AFG desde en 2012.

## Palmarés
- Liga Regional de Tarnovo: 4

1928/29, 1931/32, 1932/33, 1933/34
- Liga Regional de Gabrovo: 2

1944/45, 1947/48

## Participación en competiciones de la UEFA
| Temporada | Torneo         | Ronda   | Club              | Casa | Visita | Global   |
| --------- | -------------- | ------- | ----------------- | ---- | ------ | -------- |
| 1993      | Copa Intertoto | Grupo 1 | Rapid Wien        | -    | 0-6    | 5º Lugar |
| 1993      | Copa Intertoto | Grupo 1 | Zawisza Bydgoszcz | 0-0  | -      | 5º Lugar |
| 1993      | Copa Intertoto | Grupo 1 | Halmstads BK      | 0-1  | -      | 5º Lugar |
| 1993      | Copa Intertoto | Grupo 1 | Brondby IF        | -    | 4-6    | 5º Lugar |

## Jugadores destacados
| - Zdravko Lazarov - Vladimir Manchev - Miroslav Ivanov - Ivan Vutsov - Vasil Stamatov - Krasimir Marinov | - Stefan Genov - Petko Petkov - Martin Kushev - Boyko Velichkov - Antaliy Enchev |